# Остафьев, Александр Алексеевич
Алекса́ндр Алексе́евич Оста́фьев (1856—1932) — политик Российской Империи, аристократ. Председатель Нижегородской уездной земской управы в 1900—1917 гг., нижегородский уездный предводитель дворянства из рода Остафьевых (Астафьевых), член I Государственной думы от Нижегородской губернии.

## Биография
Православный. Из старинного дворянского рода. Землевладелец Нижегородского уезда (435 десятин при деревнях Большое и Малое Доскино).
По окончании Нижегородской гимназии в 1873 году поступил в Императорскую Медико-хирургическую академию. Добровольцем участвовал в сербско-турецкой войне, служил в санитарном отряде. В Петербурге был связан с революционерами-народниками Д. А. Клеменцем и Н. А. Морозовым. В 1879 году вынужден был оставить обучение и некоторое время жил в Румынии.
По возвращении в Россию служил страховым агентом Нижегородского губернского земства. С 1889 года избирался гласным Нижегородского уездного земского собрания, с 1890 года — гласным губернского земства, а с 1893 года — и членом губернской земской управы. В 1900 году был избран председателем Нижегородской уездной земской управы, а 24 февраля 1906 года — Нижегородским уездным предводителем дворянства. Совмещал эти должности вплоть до революции 1917 года. Кроме того, состоял гласным Нижегородской городской думы, председателем Нижегородского общества сельского хозяйства, председателем уездного комитета попечительства о народной трезвости и лиги для борьбы с туберкулезом. Участвовал в общеземских съездах 1905 года. Был членом Союза 17 октября.
16 апреля 1906 года избран членом I Государственной думы от Нижегородской губернии. Входил во фракцию октябристов. Принимал участие в прениях по аграрному вопросу. Выступая по поводу ответного адреса, отметил: «Я считаю нужным, чтобы государь император знал ясно, чего желает Государственная дума, и совершенно прямо, искренно заявить, что возврата назад нет, а в настоящее время есть только конституционная монархия с конституционным монархом во главе».
В 1910-х годах при участии Остафьева в Нижегородском уезде стало вводиться всеобщее начальное обучение. В годы Первой мировой войны возглавлял уездный комитет Всероссийского земского союза. Дослужился до чина коллежского советника, из наград имел ордена св. Анны 3-й степени (1901) и св. Владимира 4-й степени (1910). После Февральской революции стал уездным комиссаром Временного правительства. Позднее в 1917 году выдвигался кандидатом в члены Учредительного собрания по Нижегородскому округу, возглавляя список «земцев-государственников прогрессистов-демократов», однако избран не был.
После Октябрьской революции эмигрировал в Югославию, жил в Белграде. В 1920 году переехал во Францию. Состоял членом Союза объединенных монархистов, участвовал в деятельности Национального объединения русской молодежи при этом союзе. Принимал участие в работе общества «Русский сокол» в Белграде, а затем во Франции. В середине 1920-х годов возглавлял Объединение Нижегородской губернии в Париже. В 1926 году был делегатом Российского Зарубежного съезда в Париже от Франции. Скончался в 1932 году в Ницце. Похоронен на кладбище Кокад.